# Pietro Mascagni
Pietro Mascagni   (Liorna, 7 de desembre de 1863 - Roma, 2 d'agost de 1945) fou un compositor, principalment d'òpera, i director d'orquestra italià. La seva obra mestra Cavalleria rusticana de 1890 va causar una de les sensacions més grans de la història de l'òpera i, en solitari, va introduir el verisme en la música dramàtica italiana. Tot i que sovint es va sostenir que Mascagni, com Ruggero Leoncavallo, era un "home d'òpera" que mai podria repetir el seu primer èxit, L'amico Fritz i Iris s'han mantingut en el repertori a Europa (especialment Itàlia) des de les seves estrenes.
Mascagni va escriure quinze òperes, una opereta, diverses obres orquestrals i vocals, i també cançons i música per a piano. Va tenir un immens èxit durant la seva vida, tant com a compositor i director de música pròpia i d'altres persones i va crear una varietat d'estils en les seves òperes.

## Biografia

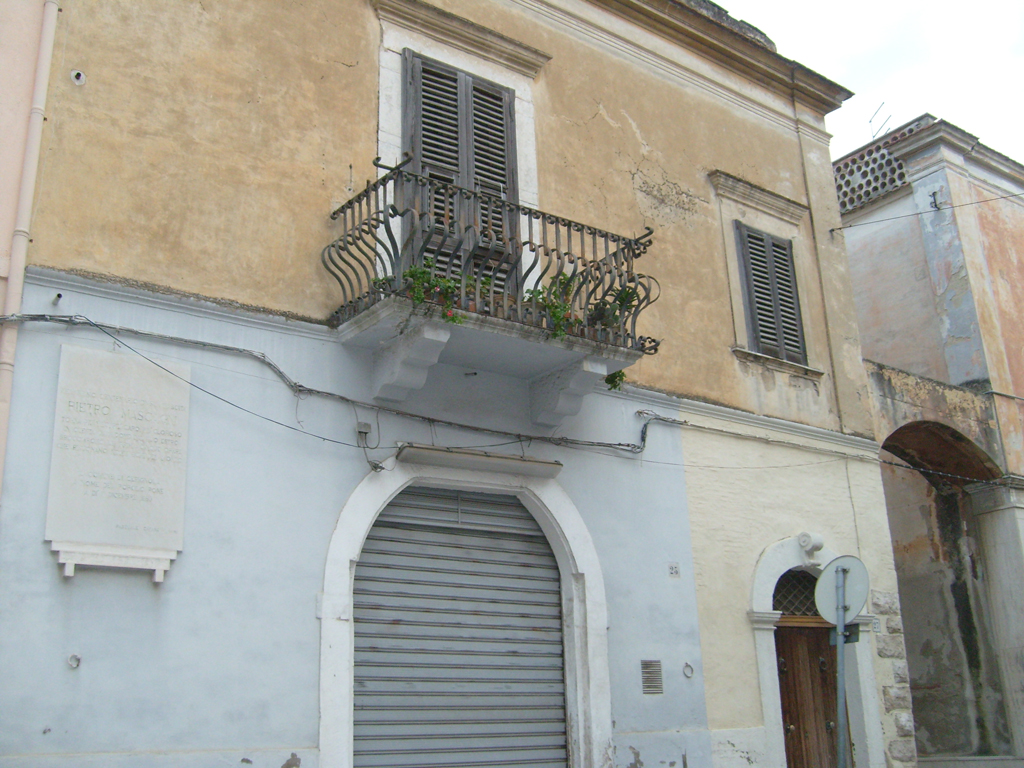
Casa a Cerignola, on va viure Mascagni des de 1887 a 1892 i on va compondre la Missa de Glòria i Cavalleria rusticana

Va estudiar a Liorna amb E. Bianchi (piano) i A. Biagini (orgue), i posteriorment amb Alfredo Soffredini a l'Institut Luigi Cherubini. El 1882 entrà al Conservatori de Milà, on fou alumne de Ponchielli i Michele Saladino i es feu amic de Giacomo Puccini. El 1885 va abandonar els estudis per a fer de director d'orquestra en una companyia d'opereta. Posteriorment s'instal·là a Cerignola i es dedicà a la composició i a la direcció.
Va ser un dels més importants compositors d'òpera del pas del segle xix al segle xx. L'èxit formidable de la seua primera obra mestra, el 1890, Cavalleria rusticana (cavalleria rústica), inspirada en una novel·la de Giovanni Verga, va eclipsar la major part de les seves obres ulteriors. Mascagni va dir: «M'han coronat abans de ser rei». Cavalleria és considerada com la iniciadora del moviment verista. La seva fama traspassà fronteres molt ràpidament. El 1891 ja s'havia estrenat a Alemanya, Suècia, Hongria, Bohèmia, Dinamarca i Letònia. La intensitat dramàtica de la trama, situada a Sicília, amb assassinats i venjances, fou, de ben segur, un dels factors de la bona acollida. Una de les innovacions consistí en la introducció d'una serenata per a tenor en el preludi.
Va escriure quinze òperes, una opereta, i diverses obres orquestrals i vocals, així com cançons i música per a piano. Les seues òperes li van reportar grans èxits durant la seua vida, alhora que conreava una carrera reeixida com a director d'orquestra.
Es va dir ad nauseam que Mascagni, com Leoncavallo, va ser un compositor d'una única obra, per la seua suposada incapacitat de repetir el primer èxit, però en realitat aquesta afirmació no és del tot correcta. L'Amico Fritz i Iris també van adquirir popularitat a partir de llurs estrenes. De fet, el mateix Mascagni reivindicava que Iris havia obtingut més representacions a Itàlia que Cavalleria (Stivender). Fins i tot, la seva següent òpera Le maschere va ser estrenada simultàniament a sis teatres.
Certament Cavalleria rusticana és l'òpera de Mascagni que ha quedat incòlume al repertori operístic, i, potser perquè Mascagni no va voler copiar-se a si mateix, no ha passat el mateix amb les seues obres posteriors. La varietat estilística de les òperes de Mascagni –la passió siciliana i l'encís de Cavalleria, l'aroma asiàtic d'Iris, la brisa idíl·lica que desprèn L'Amico Fritz, les tonalitats franceses d'Isabeau, el descarnat verisme d'Il Piccolo Marat– demostren una versatilitat superior a la d'altres col·legues veristes.
La seva activitat com a director d'orquestra i professor al conservatori de Pesaro fou molt intensa. Hi va tenir Tito Rosati entre d'altres alumnes en composició. Dedicà tots els seus esforços a difondre les seves òperes, però també interpretà òperes i repertori simfònic d'altres compositors per tot Europa, els Estats Units i l'Amèrica del Sud.

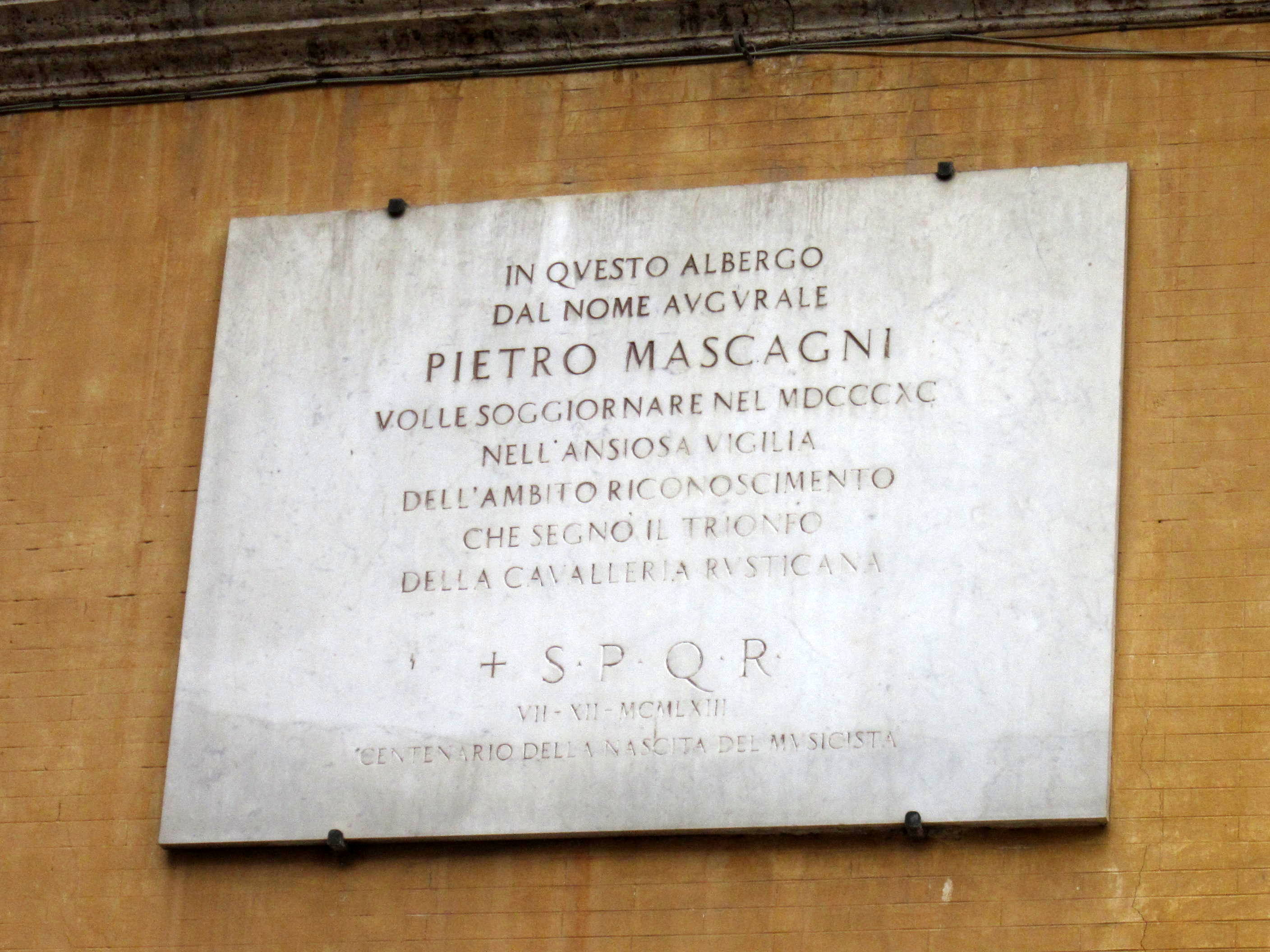
Placa dedicada a Mascagni a l'Albergo del Sole, Piazza della Rotonda, Roma

L'any 1940, les celebracions pel cinquantè aniversari de la seva òpera més popular, Cavalleria rusticana, van tenir lloc per tot Itàlia, sovint amb la direcció de Mascagni. L'òpera va ser gravada per a La Voce del padrone ("La veu del seu amo") a La Scala sota la direcció de Mascagni, que va gravar una introducció oral especial. EMI va reeditar més tard l'enregistrament en LP i CD.
L'abril de 1943, Mascagni va aparèixer per última vegada a La Scala per dirigir L'amico Fritz. En aquell moment havia de dirigir assegut en una cadira. L'última temporada de Mascagni a l'⁣Òpera de Roma (Cavalleria rusticana i L'amico Fritz) va ser 1944–45.
Mascagni va morir el 2 d'agost de 1945 al seu apartament del Grand Hotel Plaza de Roma. El funeral va tenir lloc el 4 d'agost. Les autoritats italianes no hi foren presents. El 1951, el seu cos va ser traslladat de Roma a Livorno, on finalment Mascagni va rebre un homenatge oficial. El 7 de desembre de 1963, centenari del naixement de Mascagni, es va erigir una placa a Roma a l'Albergo del Sole on Mascagni es va allotjar durant l'estrena de Cavalleria rusticana.

## Obres principals

### Òperes
- Pinotta (23 de març de 1932, Casino de San Remo) [composta el 1880]
- Guglielmo Ratcliff (16 de febrer de 1895 Teatro alla Scala, de Milà) [composta el 1885]
- Cavalleria rusticana (17 de maig de 1890, Teatro Costanzi, Roma)[5]
- L'amico Fritz (31 d'octubre de 1891,Teatro Costanzi, Roma)
- I Rantzau (10 de novembre de 1892, Teatro della Pergola, Florència)
- Silvano (25 de març de 1895, Teatro alla Scala, Milà)
- Zanetto (2 de març de 1896, Liceo Musicale, Pesaro)
- Iris (22 de novembre de 1898, Teatro Costanzi, Roma)
- Le maschere (17 de gener de 1901, Teatro Carlo Felice, Gènova - Teatro Regio, Torí - Teatro alla Scala, Milà - Teatro La Fenice, Venècia - Teatro Filarmonico, Verona - Teatro Costanzi, Roma)
- Amica (16 de març de 1905 Montecarlo)[6]
- Isabeau (2 de juny de 1911,Teatro Coliseo, Buenos Aires)
- Parisina (15 de desembre de 1913, Teatro alla Scala, Milà)
- Lodoletta (30 d'abril de 1917, Teatro Costanzi, Roma)
- Il piccolo Marat (2 de maig de 1921, Teatro Costanzi, Roma)
- Nerone (16 de gener de 1935, Teatro alla Scala, Milà)

### Opereta
- Sì (13 de desembre de 1919, Teatro Quirino, Roma)

### Música religiosa
- Missa de Glòria (1888)

### Música orquestral
- A Giacomo Leopardi, cantata per a veu (soprano) i orquestra (19 de juny de 1898, Teatro Persiani, Recanati)
- Il re a Napoli, romança per a tenor i orquestra (18 de març de 1885 Teatro Municipale, Cremona)